# Pelourinho do Prado
O Pelourinho do Prado localiza-se na freguesia de Vila de Prado, no município de Vila Verde, distrito de Braga, em Portugal.
Após a extinção do concelho de Prado, o pelourinho foi vendido em hasta pública, arrematado por vários compradores, salvo a cúpula, que foi preservada junto à antiga cadeia e trribunal, na Rua Direita. Em 1911, a Câmara Municipal decidiu a mudança do Pelourinho para o Campo do Dr. Lima, onde se realizava a Feira Anual de São Sebastião. Só em 1980 se deu a deslocação do Pelourinho para o local onde atualmente se encontra.
Encontra-se classificado como Imóvel de Interesse Público desde 1933.

## Caracteríticas
De construção em cantaria de granito, este pelourinho de tabiuleiro assenta numa plataforma de dois degraus quadrados encimados por um plinto circular, A coluna possui um anel rebordante na base, fuste cilindrico liso, de inspiração toscana e capitel circular com motivos fitomórficos.
O remate é constituído por um bloco prismático (descoração manuelina) com um escudo nacional coroado, uma meia esfera armilar, as armas da família Sousa e da vila. Este bloco é sobre+ujado por tabuleiro, com quatro pináculos cantonais e um central, maior, em cujo topo está cravado uma cruz de ferro.